# Ланац (књига)
Ланац (енгл. The chain) је роман из 2019. године који је написао Адријан Макинти (енгл. Adrian McKinty).  Српско издање објавило је Вулкан издаваштво 2020. године у преводу Љиљане Петровић Весковић.

## Историја настанка књиге
Макинти је престао да пише 2017. након што је избачен из изнајмљене куће, наводећи недостатак прихода од својих романа, и уместо тога радио је као возач Убера и бармен.  Када је чуо за његову ситуацију, колега писац трилера Дон Винслоу дао је неке од његових књига свом агенту, сценаристи и продуценту Шејну Салерну. У касноноћном телефонском разговору, Салерно је убедио Макинтија да напише оно што ће постати Ланац.  Салерно је позајмио аутору („предујам на аванс“) 10.000 долара како би му помогао да финансијски преживи током процеса писања.
Самостални трилер инспирисан је ланчаним писмима из његове младости и савременим извештајима о размени талаца. Прву верзију Ланца Макинти је написао у Мексико Ситију 2012. године, након што је чуо за особени мексички систем отмице у коме неко од чланова породице може да понуди себе као замену за рањиво првобитно отетог таоца. Ту идеју је повезао са једним догађајем с краја седамдесетих година - из доба кроз које су циркулисали разни отровни ланци среће. Рукопис је оставио недовршен у фиоци где је стајао наредних пет година.  Макинти се вратио писању након што му је књига донела шестоцифрени уговор за књигу на енглеском језику, и био је изабран за филмску адаптацију од стране Paramount Pictures-а. У интервјуу на ЦБС-у Макинти је говорио о томе да никада не одустаје и одвео је интервјуера, Џефа Глора, на Плум Ајленд у Масачусетсу, где је био смештена Ланац.  Ланац је објављен у 37 земаља.   У јуну 2020. Universal Pictures је преузео филмска права за роман, при чему је Едгар Рајт режирао и продуцирао пројекат, а Џејн Голдман написала сценарио. 

## Награде
- 2019 - Часопис Тиме прогласио је роман за књигу године.[9]
- 2020 - Theakston's Old Peculier Crime Novel of the Year Award. [10]
- 2020 - Дуга листа награде Ian Fleming Steel Dagger ; CWA Body in the Library longlist.[11]
- 2020 - Међународна награда писаца трилера за најбољи роман са тврдим повезом. [12]
- 2020 - Награда Ned Kelly за најбољу међународну криминалистичку прозу. [13]
- 2020 - Macavity Awards за најбољи мистериозни роман од стране Mystery Readers International. [14]
- 2020 - Бари награда (за крими романе) за најбољи мистериозни роман.

## Радња
Рејчел Клајн, разведена жена која је на лечењу од рака, добија позив да је њена ћерка Кајли киднапована и да је сада део Ланца. Да би вратила Кајли, мора да киднапује још једно дете након што је платила откуп. Кајли ће бити пуштена када родитељи детета које је Рејчел киднаповала отму још једно дете и наставе ланац.
Након што је исплатила откупнину, Рејчел регрутује свог зета Пита да помогне у отмици. На крају се одлуче за дечака по имену Тоби Данливи, али на крају киднапују његову сестру Амелију. Иако Амелија пати од алергијске реакције на Рајс Криспи, успевају да је спасу и позову њене родитеље. Након што су Амелијини родитељи Мајк и Хелен киднаповали још једно дете, Кајли је пуштена. Пит и Рејчел започињу везу.
Кроз флешбекове открива се да је Ланац првобитно био идеја коју су браћа и сестре Оли и Маргарет осмислили да се врате свом оцу насилном. У том процесу, браћа и сестре су убили свог млађег брата Ентонија, због чега је њихова маћеха Шерил извршила самоубиство, пре него што су убили свог оца и сместили то да изгледа као самоубиство. Близанци су тада користили Ланац да отплате своје студентске кредите.
У садашњости, Рејчелин бивши муж Марти је добио нову девојку, Гингер. Човек по имену Ерик прилази Рејчел и Питу и даје им апликацију коју могу да користе да пронађу креаторе Ланца. Ерика убија Ланац, али Рејчел и Пит могу да користе апликацију да пронађу локацију близанаца.
Открива се да је Гингер Маргарет и узима Мартија, Кајли и Кајлиног пријатеља Стјуарта за таоце. Рејчел и Пит се суочавају са близанцима, а Оли је очигледно пристао да поштеди животе породице. Међутим, Кајли, схвативши дволичност близанаца, пуца у Олија, док Рејчел, после бруталне туче, смртоносно убоде Џинџер крхотином стакла.
Породица се поново окупила и све објашњава новинарима. Све жртве Ланца су ослобођене, медији извештавају о вестима, а Рејчел наговештава да је трудна.

## Текст на корицама српског издања
Примили сте позив с непознатог броја: ваше дете је отето.

Ако желите поново да га видите, мораћете да отмете туђе дете.

Али то није све, пустиће га тек када родитељи детета које сте ви отели такође отму нечије дете.

Ако се Ланац не настави, ваше дете платиће најгору цену...

Сада сте и ви део Ланца. Нисте први, а сигурно не ни последњи.